# Премія Ганно та Рут Ролін
Премія Ганно та Рут Ролін за наукову журналістику (нім. Hanno und Ruth Roelin-Preis für Wissenschaftspublizistik) — премія в Німеччині, присуджувана Інститутом астрономії імені Макса Планка за донесення до широкої громадськості нових досягнень астрономії та космонавтики. Премія становить 3000 євро і вручається кожні два роки з 2005 року на щорічних зборах Німецького астрономічного товариства.

## Лауреати
- 2005: Томас Бюрке[de]
- 2007: Маркус Пессель[de]
- 2009: Ульф фон Раухгаупт[de]
- 2011: Ганс-Томас Янка[d]
- 2013: Клаус Кіфер[de]
- 2015: Карл-Гайнц Лотце[de]
- 2017: Майкл Вінкгаус
- 2019: Сібілла Андерл[de]
- 2021: Олаф Фішер[d]
- 2023: Фелісітас Моклер[d][1]